# Samarium-153
Samarium-153 of 153Sm is een radioactieve isotoop van samarium, een lanthanide. De isotoop komt van nature niet op Aarde voor.
Samarium-153 ontstaat onder meer bij het radioactief verval van promethium-153.
{\displaystyle {\ce {{^{153}_{61}Pm}->{^{153}_{62}Sm}+{e^{-}}+{\bar {\nu }}_{e}}}}

## Radioactief verval
Samarium-153 vervalt door β−-verval naar de stabiele isotoop europium-153:
{\displaystyle {\ce {{^{153}_{62}Sm}->{^{153}_{63}Eu}+{e^{-}}+{\bar {\nu }}_{e}}}}
De halveringstijd bedraagt ongeveer 2 dagen.

## Toepassingen
In de geneeskunde wordt samarium-153 soms gebruikt ter behandeling van kankerpatiënten die wijdverspreide uitzaaiingen naar het bot hebben. Samarium bindt namelijk zich specifiek aan plaatsen waar botmetastasen aanwezig zijn en zal selectief deze plaatsen bestralen. Er treedt dan snel verbetering van botpijnen op.
128Sm · 129Sm · 130Sm · 131Sm · 132Sm · 133Sm · 134Sm · 135Sm · 135mSm · 136Sm · 136mSm · 137Sm · 137mSm · 138Sm · 139Sm · 139mSm · 140Sm · 141Sm · 141mSm · 142Sm · 143Sm · 143m1Sm · 143m2Sm · 144Sm · 144mSm · 145Sm · 145mSm · 146Sm · 147Sm · 148Sm · 149Sm · 150Sm · 151Sm · 151mSm · 152Sm · 153Sm · 153mSm · 154Sm · 155Sm · 156Sm · 156mSm · 157Sm · 158Sm · 159Sm · 160Sm · 161Sm · 162Sm · 163Sm · 164Sm · 165Sm · 166Sm